# Kateryna Kuryshko
Kateryna Serhiïvna Kuryshko (en ukrainien : Катерина Сергіївна Куришко), née le 12 avril 1949 à Veprik en RSS d'Ukraine, est une kayakiste soviétique, championne olympique de course en ligne.

## Palmarès
- Jeux olympiques de 1972 à Munich :
  -  Médaille d'or en K-2 500 m.